# Can Ribes (Ventalló)
Can Ribes és un edifici de Ventalló (Alt Empordà) protegit com a bé cultural d'interès local. Està situat dins del petit nucli de Valveralla, al nord del municipi de Ventalló al qual pertany. L'edifici es troba al costat de l'església de Sant Vicenç, formant cantonada amb el passatge que condueix a la plaça que hi ha davant del temple.

## Descripció
Edifici de planta més o menys quadrada, format per dues crugies paral·leles a la façana principal. La part davantera està distribuïda en planta baixa i pis, mentre que la posterior té un pis més d'alçada, de recent construcció. La façana principal presenta un gran portal d'accés adovellat, amb la clau decorada amb escut en relleu. A llevant, un gran contrafort protegeix el parament fins a la cantonada nord-est. La resta d'obertures estan emmarcades amb pedra, tot i que probablement han estat restituïdes. Destaca la finestra lobulada probablement de cronologia gòtica. Les obertures de la façana lateral també es troben emmarcades amb pedra, destacant el portal rectangular, amb la llinda gravada amb la data 1590 i una inscripció amb el nom de Vicenç. Una de les finestres del pis també presenta la llinda gravada, tot i que força malmesa. A l'interior de l'edifici, les dues crugies estan comunicades per un gran arc.
L'aparell és de pedres sense treballar, amb les cantonades bastides amb carreus ben escairats. Les refeccions efectuades a la façana són bastides amb còdols.

## Història
És una casa bastida en origen vers el segle xvi, com ho testimonia la data inscrita a un obertura amb l'any 1590. Actualment està en procés de restauració.